# Liste der Naturdenkmale in Osterode am Harz
Die Liste der Naturdenkmale in Osterode am Harz nennt die Naturdenkmale in Osterode am Harz im Landkreis Göttingen in Niedersachsen.

## Naturdenkmale
| Bild                          | Bezeichnung                                       | Ort, Lage                                                        | Beschreibung | Schutzzweck | Nummer      |
| ----------------------------- | ------------------------------------------------- | ---------------------------------------------------------------- | --- | --- | ----------- |
| mehr Fotos \| Fotos hochladen | Fuchshaller Steinbruch                            | Osterode am Harz (51° 43′ 25,8″ N, 10° 16′ 4,6″ O)               | geologischer Aufschluss „Fuchshaller Steinbruch in Osterode am Harz“, zwei nordnordostexponierte Steilwände des ehem. Steinbruches mit geologischem Aufschluss, östliche Wand mit ca. 23 m Länge und Hauptaufschluss, westliche Wand ca. 12 m, ca. 750 m                                                           | | ND OHA00001 |
| mehr Fotos \| Fotos hochladen | Lichtensteinhöhle (Dorste)                        | Dorste (51° 43′ 28″ N, 10° 10′ 27″ O)                            | früheisenzeitliche Opferhöhle. Sie ist Bestandteil des FFH-Gebietes 133 "Gipskarstlandschaft bei Osterode". | außerordentlicher Bedeutung für die archäologische Wissenschaft, ferner Bedeutung für Geowissenschaften und Heimatkunde | ND OHA00025 |
| mehr Fotos \| Fotos hochladen | Kleehof-Eiche in Schwiegershausen                 | Schwiegershausen (51° 41′ 4,3″ N, 10° 12′ 58,9″ O)               | eine der stärksten Stiel-Eichen im Landkreis, ca. 450 Jahre alt | von besonderer Schönheit und in dieser Ausprägung im Landkreis selten | ND OHA00029 |
| mehr Fotos \| Fotos hochladen | Weißer Stein / Hellenberg                         | Dorste (51° 43′ 8,6″ N, 10° 11′ 49,2″ O)                         | Drei Teilflächen nördlich der B 241 zwischen Osterode und Dorste. Ein ehemaliger Dolomitsteinbruch und Gipsschlotengelände. Die Flächen sind Bestandteil des FFH-Gebietes 133 "Gipskarstlandschaft bei Osterode". Verordnung vom 16.03.1981                                                                        | von geologischem und vegetationskundlichem Interesse | ND OHA00037 |
| mehr Fotos \| Fotos hochladen | Gipsfelsen an der Pipinsburg bei Osterode am Harz | Osterode am Harz, Katzenstein (51° 44′ 32,7″ N, 10° 12′ 57,7″ O) | natürliche Gipssteilwand an der Steilkante der Osteroder Kalkberge oberhalb des Sösetales, natürlicher Teil der Pipinsburg | seltener Ausschnitt einer ehemals im Gebiet weit verbreiteten Landschaft, durch starkes Relief besondere landschaftliche Schönheit, daher von besonderer naturkundlicher, heimatkundlicher und geowissenschaftlicher Bedeutung | ND OHA00038 |
| mehr Fotos \| Fotos hochladen | Erdfälle am Moosberg bei Ührde                    | Ührde (Osterode am Harz) (51° 42′ 23″ N, 10° 11′ 55,6″ O)        | Die Flächen sind Bestandteil des FFH-Gebietes 133 "Gipskarstlandschaft bei Osterode". Einige Erdfälle sind bis zu 40 m tief. Besonders im Westteil des Gebietes sind mehrere kleine Quellen mit Bachschwinden am Grunde der Erdfälle. Im südlichsten Erdfall tritt Hirschzungenfarn auf. Verordnung vom 18.06.1984 | seltene Häufung von Erdfällen auf engem Raum mit Bachschwinden und naturnahen Waldgesellschaften | ND OHA00083 |
| mehr Fotos \| Fotos hochladen | Schlitzblättrige Linde in Osterode am Harz        | Osterode am Harz (51° 43′ 29,7″ N, 10° 15′ 24,2″ O)              | ca. 120 Jahre alte Winter-Linde, Blätter überwiegend mit atypischer, mehrfach tief eingeschnittener Blattform | von besonderer Eigenart und von Bedeutung für Wissenschaft und Naturkunde | ND OHA00084 |
| mehr Fotos \| Fotos hochladen | Lindengruppe am Hackelberg bei Dorste             | Dorste (51° 42′ 26,4″ N, 10° 9′ 58,1″ O)                         | Die Lindengruppe bestand aus drei starken alten Winter-Linden, die ein Baumensemble bilden. Eine der Linden brach bereits um, das Ensemble besteht nun noch aus zwei Linden. | von besonderer Schönheit und Seltenheit bilden und von herausragender landschaftlicher Schönheit | ND OHA00093 |

## Ehemalige Naturdenkmale
| Bild                          | Bezeichnung                        | Ort, Lage                                                    | Beschreibung | Schutzzweck              | Nummer      |
| ----------------------------- | ---------------------------------- | ------------------------------------------------------------ | --- | ------------------------ | ----------- |
| mehr Fotos \| Fotos hochladen | 13 Eichen am Hüttenteich Lerbach   | Lerbach (Osterode am Harz) (51° 45′ 0,1″ N, 10° 17′ 25,8″ O) | ca. hundertjährige Stiel-Eichenreihe mit besonderer Bedeutung für das Ortsbild und mit herausragender Sichtschutzfunktion für die Parkanlage am Hüttenteich. Mittlerweile als GLB OHA 00015 unter Naturschutz.                                                                          |                          | ND OHA00055 |
| mehr Fotos \| Fotos hochladen | Teufelsloch                        | Osterode am Harz (51° 42′ 18,2″ N, 10° 17′ 20,9″ O)          | Karstquelle in einem Erdfall Im NSG Teufelsbäder NSG BR 063 weiterhin unter Schutz |                          | ND OHA00067 |
| Fotos hochladen               | Blutbuchen auf dem Friedhof Dorste | Dorste (51° 42′ 18,3″ N, 10° 9′ 21,6″ O)                     | Die beiden Blutbuchen befanden sich direkt hinter dem Kriegerdenkmal (Gedenkstätte für die Vermissten und Gefallenen des Ersten Weltkrieges) auf dem Friedhof und verfügten über gemeinsame, weit ausladende Kronen. Im Oktober 2016 mussten sie aus Sicherheitsgründen gefällt werden. | von besonderer Schönheit | ND OHA00094 |

## Hinweis
Die Naturdenkmale in dieser Liste wurden so vom ehemaligen Landkreis Osterode am Harz verordnet.